# Salamandra algira
Salamandra algira é uma espécie de anfíbio caudado pertencente à família Salamandridae. Pode ser encontrada na Espanha, Marrocos, Argélia e possivelmente na Tunísia.